# Rainer Knolle
Rainer Knolle (* 3. Oktober 1918 in Reichardtsdorf; † 6. August 1986) war ein Parteifunktionär der SED. Er war jahrzehntelang 2. Sekretär der SED-Bezirksleitung Gera und Mitglied des Zentralkomitees der SED.

## Leben
Knolle wurde kurz vor Ende des Ersten Weltkrieges im Oktober 1918 als Sohn eines Maurers in der Nähe von Stadtroda geboren. Nach der Volksschule absolvierte er ab 1933 eine Lehre zum Maschinenschlosser und er arbeitete in diesem Beruf in Gera zunächst auch bis in den November 1938. Danach  absolvierte er im Winterhalbjahr 1938/39 bis zum März 1939 seinen Pflichtdienst beim RAD um dann zunächst bis zum August 1939 wieder als Schlosser zu arbeiten. Für den Überfall auf Polen wurde Knolle zur Wehrmacht eingezogen, aus der er aber bereits wieder im Dezember 1939 vorläufig entlassen wurde. Ab 1940 arbeitete er bis in den Januar 1941 wieder ins einem alten Beruf. Danach wurde Knolle wieder eingezogen und geriet als Wehrmachtssoldat im Range eines Obergefreiten zum Kriegsende 1945 in sowjetische Kriegsgefangenschaft, die er bis 1948 in verschiedenen Lagern in der UdSSR verbrachte.
Nach Schulungen in den Antifa-Lagern  Wilna und dem Zentrallager 2041 wurde Knolle im April 1948 zielgerichtet in seine Thüringer Heimat in der sowjetischen Besatzungszone entlassen. Er wurde Mitglied der SED und war für die SED-Kreisleitung Gera-Stadt von Mai 1948 bis 1950 zunächst als Instrukteur tätig. Anschließend war bis 1951 als Abteilungsleiter innerhalb der Kreisleitung tätig, danach wurde er bis zum Sommer 1952 als 2. Sekretär der SED-Kreisleitung Gera-Stadt eingesetzt.
Als im Zuge einer umfassenden Gebietsreform in der DDR im Sommer 1952 neue Bezirke und auch Kreise gebildet wurden, musste die SED mit ihren Leitungsstrukturen, die sich an den Gebietskörperschaften anlehnten, nachziehen. Dabei entstand ein enormer Kaderbedarf. Dadurch kam auch Knolle zu einer neuen Position, er wurde ab August 1952 als 1. Sekretär der SED-Kreisleitung Gera-Land eingesetzt und verblieb in diesem Amt bis 1956. Anschließend wurde er von der SED zum siebenten Einjahreslehrgang an die Parteihochschule Karl Marx delegiert, welchen er im April 1957 abschloss. Nach Thüringen zurückgekehrt wurde Knolle zunächst kurzzeitig ab Mai 1957 als Instrukteur der SED-Bezirksleitung Gera eingesetzt, bis er noch im gleichen Jahr den Posten des 1. Sekretärs der SED-Kreisleitung Jena-Land übernahm.
Durch den Technologiestandort Jena und seine auch im Jenaer Umfeld wohnenden Mitarbeiter, die damit im Zuständigkeitsbereich von Knolle lagen, kam seiner Kreisparteileitung eine hervorgehobene Stellung zu. Dies äußerte sich auch darin, das Knolle auf dem V. Parteitag der SED im Juli 1958 als damals noch 1. Sekretär einer SED-Kreisleitung direkt als Vollmitglied in das Zentralkomitee der SED gewählt wurde. Im Juli 1959 folgte der Wechsel in die SED-Bezirksleitung Gera, wo Knolle als 2. Sekretär eingesetzt wurde. Auf diesem Posten verblieb er bis zu seinem Tod 1986 und er gehörte damit zu den Parteifunktionären, die am längsten in so einem Amt verweilten.
In den frühen 1960er Jahren absolvierte Knolle ein Studium an der Fachschule für Landwirtschaft, welches er 1965 als staatlich anerkannter Landwirt abschloss. 1969 machte Knolle seinen Abschluss als Agraringenieur. Im Februar 1986 schied der bereits 67-jährige SED-Funktionär offiziell auf eigenen Wunsch hin aus altersmäßigen und gesundheitlichen Gründen aus seiner hauptamtlichen Tätigkeit aus. Folgerichtig wurde er auf dem XI. Parteitag der SED auch nicht wieder in das ZK der SED gewählt. Nach kurzer schwerer Krankheit verstarb Knolle am 6. August 1986.

## Ehrungen
- 1961 Vaterländischer Verdienstorden in Bronze[1]
- 1968 Vaterländischer Verdienstorden in Silber[2]
- 1978 Vaterländischer Verdienstorden in Gold[3]
- 1983 Ehrenspange zum Vaterländischen Verdienstorden in Gold[4]